# كولينغ (لعبة فيديو)
كولينغ (بالإنجليزية: Calling)‏ ، وتسمى في النسخة اليابانية كولينغ: كوروكي شاكوشين (باليابانية: CALLING～黒き着信～) ومعناه الاتصال: رسالة الظلام، وهي لعبة فيديو إلكترونية يابانية من نوع رعب البقاء وتصويب منظور الشخص الأول، وهي من تطوير ونشر شركة هادسن سوفت اليابانية، وصدرت في أوروبا عن طريق شركة كونامي اليابانية، وتعمل حصراً لنظام نينتندو وي ، وتدور القصة حول الضحية حينما يسير في الظلام حيث واجه أعداءه من الأشباح ووجب عليه الهروب منهم حتى لا يلقى حتفه.